# Said El Otmani
Said El Otmani (Fraita, 14 ottobre 1991) è un mezzofondista e maratoneta italiano.

## Biografia
Il tempo di 13'19"30 sui 5000 m piani che ha ottenuto nel 2019 è la nona miglior prestazione italiana di sempre su tale distanza.
Nel 2023 ha vinto la Maratona di Firenze.

## Palmarès
| Anno | Manifestazione   | Sede    | Evento         | Risultato | Prestazione | Note |
| ---- | ---------------- | ------- | -------------- | --------- | ----------- | ---- |
| 2019 | Europei di cross | Lisbona | Corsa seniores | 48º       | 32'26"      |      |
| 2019 | Europei di cross | Lisbona | A squadre      |           |             |      |
| 2019 | Mondiali         | Doha    | 5000 m         | Batteria  | dnf         |      |

## Campionati nazionali
2010
- 9º ai campionati italiani juniores, 5000 m piani - 15'23"64
- 12º ai campionati italiani juniores, 1500 m piani - 4'04"87

2012
- Bronzo ai campionati italiani promesse, 5000 m piani - 14'26"50
- 5º ai campionati italiani promesse, 1500 m piani - 3'53"98

2013
- 8º ai campionati italiani assoluti indoor, 3000 m piani - 8'18"04
- Argento ai campionati italiani assoluti indoor, 1500 m piani - 3'53"81

2015
- Oro ai campionati italiani assoluti, 10000 m piani - 29'22"46
- Argento ai campionati italiani assoluti, 5000 m piani - 13'54"11
- Oro ai campionati italiani assoluti indoor, 3000 m piani - 8'06"27

2016
- 7º ai campionati italiani di 10 km su strada - 29'45"

2017
- Argento ai campionati italiani assoluti, 5000 m piani - 14'06"91

## Altre competizioni internazionali
2015
- 6º al Rieti Meeting ( Rieti), 3000 m piani - 7'50"24
- 9º alla BOclassic ( Bolzano) - 29'57"

2017
- 8º al Giro Media Blenio ( Dongio) - 29'56"
- 13º al Giro al Sas ( Trento) - 30'44"

2019
- 10º in Coppa Europa dei 10000 metri ( Londra), 10000 m piani - 28'26"02
- 6º al Meeting international Mohammed VI d'athlétisme de Rabat ( Rabat), 5000 m piani - 13'19"30
- 14º alla BOclassic ( Bolzano) - 30'16"
- 7º al Giro Media Blenio ( Dongio) - 29'23"
- Oro a La Corsa di Miguel ( Roma) - 30'11"

2020
- 7º al Golden Spike ( Ostrava), 5000 m piani - 13'24"13
- 12º alla BOclassic ( Bolzano), 5 km - 14'41"

2023
- Oro alla Maratona di Firenze ( Firenze) - 2h12'38"